# Chambon-sur-Voueize

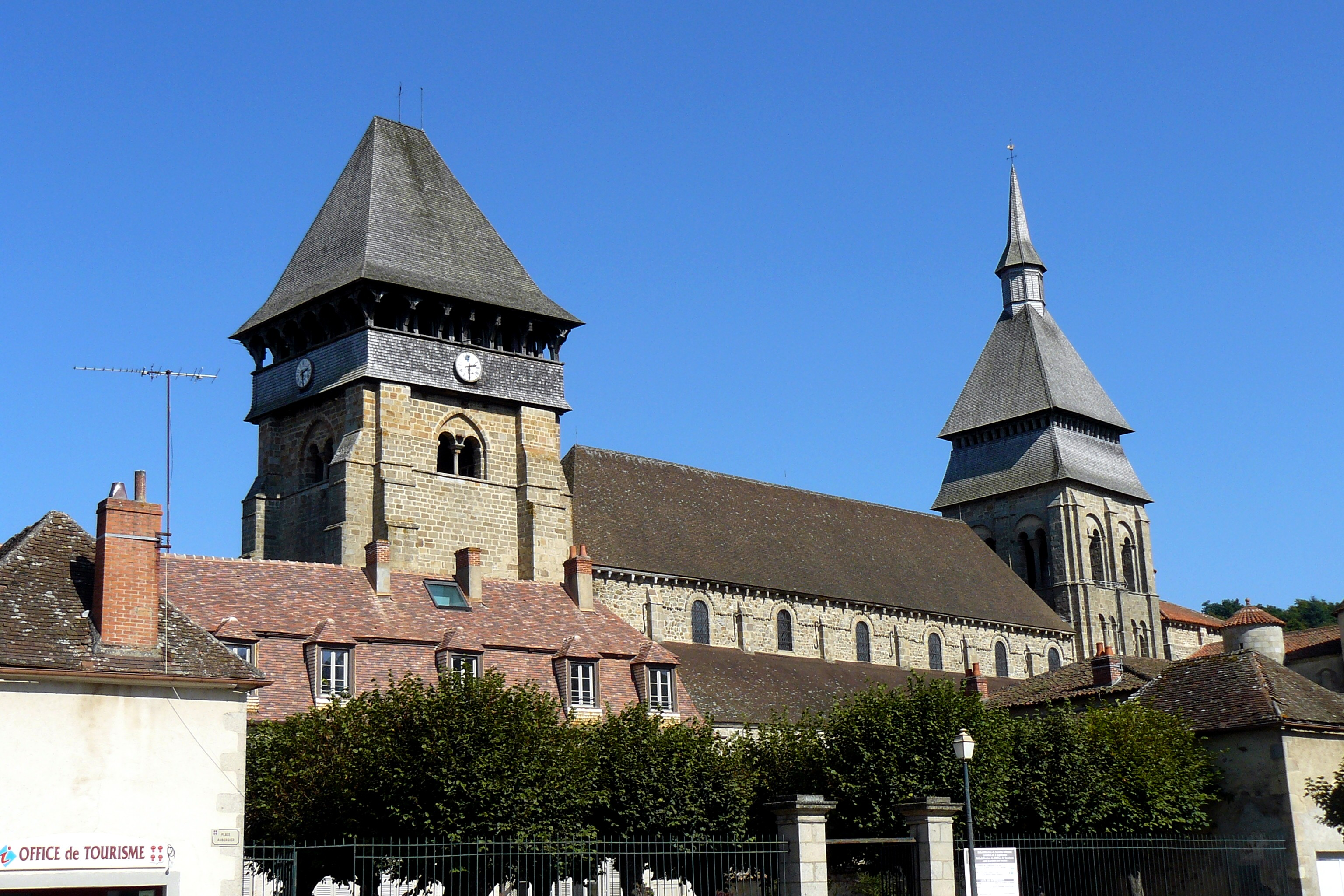
Opactwo w Chambon-sur-Voueize (2008)

Chambon-sur-Voueize – miejscowość i gmina we Francji, w regionie Nowa Akwitania, w departamencie Creuse.
Według danych na rok 1990 gminę zamieszkiwało 1105 osób, a gęstość zaludnienia wynosiła 33 osoby/km² (wśród 747 gmin Limousin Chambon-sur-Voueize plasuje się na 109. miejscu pod względem liczby ludności, natomiast pod względem powierzchni na miejscu 136.).

## Populacja

Populacja Chambon-sur-Voueize w latach 1962–2008